# Maricius
Maricius – polski herb szlachecki z nobilitacji.

## Opis herbu
W polu barwy nieznanej chomąto;
Klejnot: włócznia w słup a na niej godło.

## Najwcześniejsze wzmianki
Nadany Wojciechowi Szymonowi Mariciusowi (Marycjuszowi), 11 czerwca 1559. Herb powstał w wyniku adopcji do herbu Chomąto, przez Michała Wulkowskiego.

## Herbowni
Maricius - Marycjusz.